# Aldrovani
Aldrovani Menon, mais conhecido apenas como Aldrovani (Imbituva, 30 de julho de 1972), é um ex-futebolista brasileiro que atuava como atacante..

## Títulos
Matsubara
- Campeonato em Uberaba: 1990[carece de fontes?]

Yokohama Flügels
- Campeonato Japonês: 1993
- Copa do Imperador: 1993

Paraná
- Campeonato Paranaense: 1995

Figueirense
- Campeonato Catarinense: 1999

15 de Novembro
- Copa Emídio Perondi: 2006

Santa Helena
- Campeonato Goiano - Terceira Divisão: 2006

Rio Verde
- Campeonato Goiano - Terceira Divisão: 2009

## Campanhas de destaque
Entorsehan -SC
- Futfacul 2024.1: 2024 (terceiro lugar )

Caxias-SC
- Campeonato Catarinense: 2003 (vice-campeão)

Figueirense
- Campeonato Catarinense: 1999 (campeão)

- Campeonato Brasileiro - Série C: 1999 (sexto lugar)

## Artilharias
Figueirense
- Campeonato Brasileiro - Série C: 1999 (13 gols)